# 相田周二
相田 周二（あいだ しゅうじ　1983年〈昭和58年〉5月2日 - ）は、日本のお笑い芸人、ナレーター、コラムニスト、シンガーソングライター、YouTuber。お笑いコンビ三四郎のボケ担当。立ち位置は向かって右。相方は小宮浩信。

## 人物
- 東京都荒川区町屋出身。血液型B型、身長173cm、体重71kg。成城大学経済学部経営学科卒業。
- 両親は小学生の時に離婚しており、その後は母、祖母と実家に同居していたが、2017年10月より実家を離れ、一人暮らしを始めたことを『ダウンタウンDX』（日本テレビ、同年10月26日放送分）にて告白。2019年9月には別の住居に引っ越した。
- 父の行方については両親の離婚後、一切知らないままだったが、数年後、偶然利用した検索サイトで、父は弁理士で特許事務所を開業し、日本と韓国の特許事業を行っていることを知る[2]。なお、片親であることを漫才の中で自虐的にネタにしている。
- 「ともゆき」という兄がおり、奇天烈なエピソードの多さから自身のレギュラー番組である『三四郎のオールナイトニッポン0(ZERO)』ではフリートークのネタとして何度か話題に上っていた。
- 主にボケ担当だが、小宮がボケることも多く、ツッコミと勘違いされることも多い。
- 極端に滑舌が悪い小宮とは対照的に滑舌が良く、また美声の持ち主でもある。これらの特徴を活かして単独で番組のナレーションを務めることも多くなっている[3]。その他の特徴として、なで肩、鼻が大きい、顎がない、裸が汚い、などが挙げられている。
- ダウンタウンの物真似をするなど、元からお笑い好きだった[4]。なお、物真似は現在でも漫才中などに時折やることがあり、例としてM-1グランプリ2015の準々決勝では「調子が良い時の吉川晃司の動き」を披露するなど、器用な一面を見せている。
- 『三四郎のオールナイトニッポン0(ZERO)』では後半のフリートークを担当するほか、上述の美声と滑舌の良さから番組の進行も務めている。
- 衣装は、グレーのジャケットかカーディガン、黒のズボン、ネクタイが基本（最近は黒やグレーの上下のスーツもあり）。ネクタイは赤にストライプが入っているものが多い。シャツは薄い水色など色や柄が入ったものをよく着用する。
- 自身のレギュラー番組『世界カンペ旅』（テレビ朝日）に出演した際、現地の美容師に髪を大幅にカットされる傾向があり[注 1]、帰国した後にテレビ出演する際は市販のカツラを付けていた。
- モノマネが上手く、レパートリーが多い。 メディアでは相方の小宮のモノマネをすることも多い。
- 2020年6月ごろからはYouTubeの企画で髪染めに挑戦し金髪になった。当初はメディア出演時はスプレーで黒髪に染め直していたが、その後は染めずに金髪で定着させている。2022年3月19日、演劇作品「オールナイトニッポン55周年記念公演『あの夜を覚えてる』」の出演に伴い、役柄に合わせて久々に黒髪に染め直した姿を披露した[5]。
- 2020年3月16日、新型コロナウィルスの影響で仕事がなくなり暇ができたため、自身のYouTubeチャンネルしゅーじまんチャンネルを開設し、YouTuberデビュー。冒頭の挨拶では、「しゅーじまんです」と言ったあとに「プシュー」と言いながら拳を突き出すのが恒例となっている。内容は主に料理、ゲーム実況などをメインコンテンツとしている。初めはSNSなどで宣伝を一切行わないスタンスを取っていたため、再生数と登録者数が共に伸びていなかったが、俳優の菅田将暉がチャンネル登録したこと、テレビ東京のプロデューサーである佐久間宣行が自身のラジオで話したことなどが話題となり、また相田本人がラジオでYouTubeを始めたことを公にしたことから、再生数と登録者数が共に増加した[6]。
- 2020年7月1日、しゅーじまん名義で自身が作詞・作曲を手掛けたオリジナルソング「Standby」をリリースし、アーティストデビュー[7]。
- 2023年7月、坂道を走った際にアキレス腱断裂の重傷を負った[8]。
- 2025年4月26日（25日深夜）、レギュラー番組『三四郎のオールナイトニッポン0（ZERO）』（ニッポン放送）のオープニングトーク内で、同年2月に結婚していたことを発表した[1]。

## エピソード
- 学生時代は一軍グループに属していたが、陰で同級生に「童貞グラタン」と呼ばれていた[9]。理由は、童貞のくせにファミレスでグラタンを食べていたから。
- ブレイク前に三四郎として出演したネタ番組内において、オール巨人の目の前でカーディガンを着て漫才を披露したところ、巨人に「キミ、なんでカーディガンなん？漫才やったらスーツの方がええで？」と言われるが、当時はお金がなく「スーツ買えないんですよ」と答えると、巨人から「ほな、俺が買うたるわ。その代わりでっかく胸に『オール巨人』って刺繡入りやで」と返される。相田はその時は巨人のこの発言を粋なボケだと思っていたが、収録が終わって帰宅後にマネージャーから電話で「（巨人から）スーツ代を貰った」と報告されたため非常に驚いたという。その後すぐにそのお金で、ジャケットの内側の右側部分に「三四郎相田」、左側部分に「オール巨人」と刺繍を入れたオーダーメイドのスーツを完成させ購入した（後に巨人と楽屋で再会した際、そのスーツを着て感謝の弁を伝えている）。相田によれば、その後もスーツを何着か購入しているが、その全てのジャケットの左内側に「オール巨人」と刺繍を入れており、「これは一生やってくと思う」と述べている[10]。
- 事務所の同期であるニッチェの近藤くみことは親友であり、相田曰く「何かあったらすぐに近藤に相談する」とのこと[11]。

## 出演
コンビでの出演は三四郎 (お笑いコンビ)を参照。

### テレビ番組
- NEO決戦バラエティ キングちゃん（テレビ東京、2017年2月13日、2017年3月13日）
- 勇者ああああ～ゲーム知識ゼロでもなんとなく見られるゲーム番組（テレビ東京、2017年4月6日 - ）ナレーション[12]
- 遊☆戯☆王VRAINS徹底解剖！遊☆戯☆王LABO（テレビ東京、2017年4月19日・26日）
- アメトーーク!（テレビ朝日、2017年6月1日・2019年9月19日）
- 未確認情報X いいっちゃいいけど、調べてみました。（NHK、2017年8月25日）ナレーション
- マツコ&有吉 かりそめ天国（テレビ朝日、2017年10月4日）
- 東京らふストーリー （テレビ朝日、2018年6月29日）
- まちめぐ！～仲良し声優が巡る名古屋さんぽ～（BS11、2018年10月31日）ナレーション[13]
- ピンポイント業界史（テレビ朝日、2018年11月3日・11月10日）
- まだ結婚できない男 ブームアップ番組見どころ ドドンと大公開SP（関西テレビ・フジテレビ系、2019年10月7日）
- GO! GO! ニンじゃぽん Season3、第5回 - 体調不良の塙宣之の代理。
- 超かわいい映像連発!どうぶつピース!!（テレビ東京、2020年3月19日）
- マルコポロリ（関西テレビ、2021年7月4日）
- テレビ千鳥（テレビ朝日、2021年8月12日）- 史上最悪のカードとして
- 有吉ダマせたら10万円（フジテレビ、2022年3月5日）
- ロンドンハーツ（テレビ朝日、2022年3月8日）- ピンでの出演は初
- #っぽいバナ（中京テレビ、2022年3月29日）
- アルピーテイル（テレビ朝日、2022年6月15日・29日）
- OCHA NORMAの お茶の間さまの言うとおり（BSJapanext、2023年12月8 - 29日） - 産休中の番組MC・江上敬子の代理

### テレビドラマ
- まだ結婚できない男 第6話（2019年11月12日、関西テレビ・フジテレビ系） - 大和貴史（やっくん）役[14]
- あなた犯人じゃありません 第4話（2021年2月5日、テレビ東京） - 相田先生 役
- 警視庁強行犯係・樋口顕 第6話（2021年2月19日、テレビ東京） - 杉野 役
- ドラゴン桜 第1話・第2話（2021年4月25日・5月2日、TBS） - コンビニ店員 役[15]
- 好きなオトコと別れたい（2024年4月4日 - 6月20日、テレビ東京） - しのぶ 役[16]
- GO HOME〜警視庁身元不明人相談室〜 第7話（2024年9月7日、日本テレビ） - 椎橋達也 役[17]

### 舞台
- BOOK ACT「芸人交換日記」甲本役（2020年1月）
- オールナイトニッポン55周年記念公演「あの夜を覚えてる」（2022年3月20日・27日、オンライン劇場「ZA」）- 野々宮代助 役

### 吹き替え
- ストレンジャー・シングス 未知の世界 シーズン4（2022年）[18]

### CM
- アース製薬「モンダミン 女優篇」（2017年9月12日）ナレーション
- イオン「イオンウォレット（ウォ！篇）」（2018年7月7日）ナレーション
- ファンケル 「カロリミット」（2019年6月7日）ナレーション
- サントリー「パーフェクトサントリービール」（2021年7月25日）ナレーション

### ラジオ番組
- 渋谷龍太のオールナイトニッポン0(ZERO)（ニッポン放送、2017年9月28日）
- AKB48のオールナイトニッポン（ニッポン放送、2018年5月16日）
- Creepy Nutsのオールナイトニッポン0(ZERO)（ニッポン放送、2019年4月17日）
- ライムスター宇多丸とマイゲーム・マイライフ（TBSラジオ、2020年10月8日、2020年10月15日）
- 83Lightning Catapult（Spotify、2021年10月4日 ～ ）

### 雑誌
- 三四才はじめてのひとり暮らし(MONOQLO 晋遊舎、2018年10月）

## ディスコグラフィー
- Standby（『しゅーじまん』名義。2020年7月1日配信、Shujiman Records）

## 著書
- サマ（晋遊舎、2020年10月30日）